# La Bestreta
la Bestreta és un mas reconvertit en hostal a poc més d'un km a l'oest del nucli de Tona (Osona) catalogat a l'Inventari del Patrimoni Arquitectònic de Catalunya.

## Arquitectura
Edifici d'estructura rectangular de tres pisos. A la part baixa, una porta d'arc escarser n'és l'entrada principal. Al primer pis, s'hi obren unes finestres de secció quadrada i, a l'últim pis, i sota la teulada se situen, simètricament, les finestres del primer pis: cinc obertures en forma d'ull de bou. A la part posterior de la casa queden les restes d'un antic mas, totalment en estat ruïnós.

## Història
L'actual mas o hostal de la Bestreda, està situat on hi havia el mas de la Riba, dit més tard de la Ria d'Avall o Riba Jussana. Després de quedar deshabitada al segle xiv, les seves terres foren establertes o arrendades per l'abat del Sant Benet de Bages als hereus del mas el Planell. Durant el funcionament de guixera propera, al segle xix, la Bestrera servia d'hostal als treballadors i s'anomenava "Mesón de la Barroca".